# Get Happy
Get Happy – singel Judy Garland, wydany przez wytwórnię fonograficzną MGM Records w 1950 roku.
Utwór został skomponowany przez Harolda Arlena, dla którego była to pierwsza opublikowana piosenka w karierze, a słowa ułożył Ted Koehler. Po raz pierwszy wykonała ją Ruth Etting w The Nine-Fifteen Revue, wystawionej na Broadwayu w 1930 roku. Mimo że samo widowisko poniosło porażkę, utwór stał się hitem.
Piosenka ta jest najczęściej kojarzona z Judy Garland, która wykonała ją w swoim ostatnim filmie w wytwórni Metro-Goldwyn-Mayer, pt. Summer Stock z 1950 roku. Nagranie zarejestrowano 15 marca 1950. Piosenka wydana została po raz pierwszy w 1950 na monofonicznym 10" singlu szybkoobrotowym (78 obr./min), ale na stronie B płyty (o numerze katalogowym 30254). Strona A to utwór „Friendly Star” zarejestrowany w studiu 27 października 1949. Singel ten stanowił część czteropłytowego albumu wydanego przez MGM Summer Stock (MGM 56), a składającego się z 4. singli z utworami z tego filmu. Naklejka na płycie informuje, iż śpiewającej Judy Garland akompaniuje Johnny W. Green and M-G-M Studio Orchestra.
Piosenka znalazła się na 61. miejscu listu stu najlepszych piosenek filmowych, sporządzonej przez American Film Institute w 2004 roku. Garland dwukrotnie zaśpiewała „Get Happy” w swoim programie telewizyjnym The Judy Garland Show; solowo w odcinku 25. oraz w odcinku 9. w duecie z początkującą piosenkarką Barbrą Streisand w ramach wiązanki z „Happy Days Are Here Again”.

## Lista utworów
1. „Friendly Star” (muz. Harry Warren, sł. Mack Gordon)
2. „Get Happy” (muz. Harold Arlen, sł. Ted Koehler)

## Inne wersje
- Red Norvo and his Selected Sextet (1945)
- Bud Powell – Jazz Giant (1950)
- Frank Sinatra – Swing Easy! (1954)
- Ella Fitzgerald – Ella Fitzgerald Sings the Harold Arlen Songbook (1961)
- Tony Bennett – Yesterday I Heard the Rain (1968)
- Dick Hyman – Blues In The Night: Dick Hyman Plays Harold Arlen (1990)
- June Christy – Day Dreams (1995), A Friendly Session, Vol. 3 (1998), Cool Christy (2002)
- Jane Horrocks – O mały głos (1998)
- Rufus Wainwright – Rufus Does Judy at Carnegie Hall (2007)
- Johnny Dankworth – The Best Of Johnny Dankworth (2008)
- Lea Michele i Chris Colfer – Glee (2010)
- Hugh Laurie i Lisa Edelstein – Dr House (2011)